# Championnats du monde de cyclisme sur piste 1922
Navigation
Copenhague 1921 Zürich 1923
Les Championnats du monde de cyclisme sur piste 1922 ont eu lieu du 29 juillet au 7 août à Liverpool, au Royaume-Uni et le 17 septembre au Parc des Princes à Paris en France. 
Les championnats initialement prévu à Liverpool, n'ont pas pu se dérouler complètement en raison de la pluie, alors que les tours de qualifications avaient déjà commencé. 
 Les finales du championnat du monde ont finalement lieu en septembre à Paris. Cette édition est également marquée par l'apparition du maillot arc-en-ciel pour récompenser chaque champion du monde. Cette tunique est par la suite déployée dans les autres disciplines du cyclisme.

## Résultats

### Podiums professionnels
| Compétition | Or                         | Argent                  | Bronze                   |
| ----------- | -------------------------- | ----------------------- | ------------------------ |
| Vitesse     | Piet Moeskops Pays-Bas     | Robert Spears Australie | Aloïs De Graeve Belgique |
| Demi-fond   | Léon Vanderstuyft Belgique | Paul Suter Suisse       | Gustave Ganay France     |

### Podiums amateurs
| Compétition | Or                             | Argent                   | Bronze                          |
| ----------- | ------------------------------ | ------------------------ | ------------------------------- |
| Vitesse     | Thomas Johnson Grande-Bretagne | Maurice Peeters Pays-Bas | William Ormston Grande-Bretagne |

## Tableau des médailles
| Rang | Nation          | Or | Argent | Bronze | Total |
| ---- | --------------- | -- | ------ | ------ | ----- |
| 1    | Pays-Bas        | 1  | 1      | 0      | 2     |
| 2    | Belgique        | 1  | 0      | 1      | 2     |
| -    | Grande-Bretagne | 1  | 0      | 1      | 2     |
| 4    | Australie       | 0  | 1      | 0      | 1     |
| -    | Suisse          | 0  | 1      | 0      | 1     |
| 6    | France          | 0  | 0      | 1      | 1     |